# Gare de Londres-Victoria
 (juillet 2020).
Si vous disposez d'ouvrages ou d'articles de référence ou si vous connaissez des sites web de qualité traitant du thème abordé ici, merci de compléter l'article en donnant les références utiles à sa vérifiabilité et en les liant à la section « Notes et références ».
Pour les articles homonymes, voir Victoria et Victoria Station.
La gare de Londres-Victoria (en anglais : London Victoria railway station), est l'une des grandes gares ferroviaires de Londres (Royaume-Uni), située dans le quartier de Westminster. 
Elle est en correspondance avec la station Victoria du métro de Londres.

## Histoire

### Origines
La gare Victoria est l'une des principales gares terminus de Londres, la plus importante du West End. Elle trouve ses origines dans la grande exposition de 1851, à l'occasion de laquelle fut créé un chemin de fer appelé West End of London and Crystal Palace Railway pour desservir le site des halles d'exposition qui avait été transféré de Hyde Park à  Sydenham. Le terminus de cette ligne se trouvait dans Stewarts Lane à Battersea sur la rive sud de la Tamise. En 1858, une entreprise commune fut montée pour conduire les trains de l'autre côté du fleuve, sur 2 km de long : elle fut baptisée « Victoria Station and Pimlico Railway ». Cette ligne a appartenu à quatre compagnies différentes : le Great Western Railway (GWR), le London and North Western Railway (LNWR), le London, Brighton and South Coast Railway (LBSCR) et le London, Chatham and Dover Railway (LCDR). Elle fut  constituée en société par une loi de 1858. 
La gare fut construite en deux parties : la partie ouest, ouverte en 1862, comprenant six quais, dix voies et un hôtel (l'hôtel Grosvenor, de 300 chambres), était exploitée par le Chemin de fer de Brighton, tandis qu'à côté, la Compagnie de Chatham occupa, la même année, un bâtiment moins imposant à façade en bois. Cette dernière gare disposait de neuf voies partagées avec les trains à voie large du GWR, venant de Southall par la ligne du West London Extension Joint Railway via Chelsea. Le GWR resta copropriétaire de cette gare jusqu'en 1932, bien que ses trains avaient cessé d'y venir depuis longtemps. Chaque côté de la gare a sa propre entrée et un chef de gare distinct. Un mur séparant les deux parties concrétisait dans les faits cette séparation.

### Reconstruction

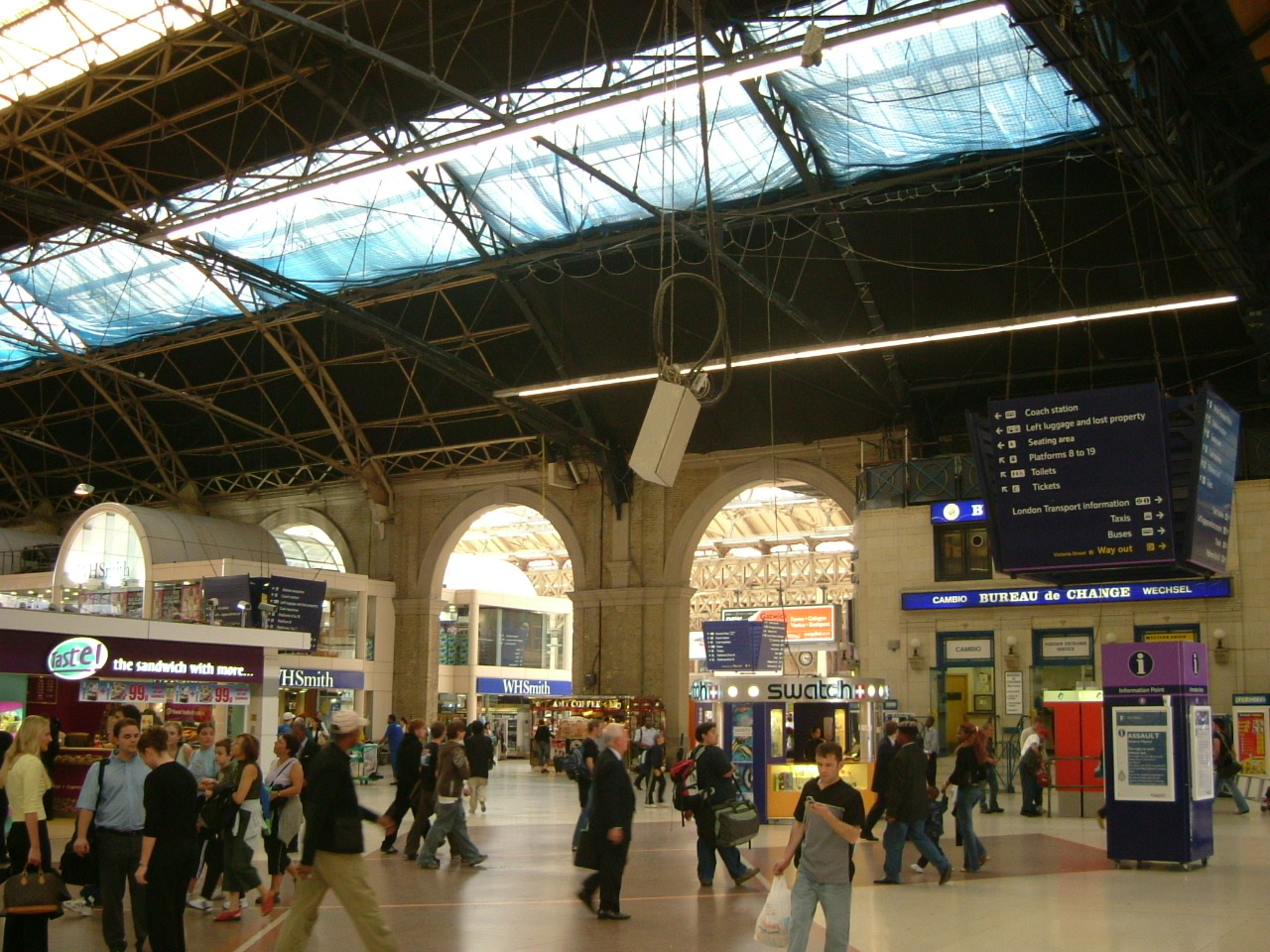
Hall des pas-perdus de la gare Victoria.

Au début du XXe siècle, les deux côtés de la gare ont été reconstruits. Depuis, la gare a une façade et une place communes, mais n'a pas pu être totalement "réunifiée". Les travaux côté Brighton, faisant appel à la brique rouge, ont été achevés en 1908 ; l'hôtel Grosvenor a été reconstruit, également à la même époque. Le côté Chatham, style édouardien mêlé d'éléments d'architecture baroque, dessiné par Alfred Bloomfield, fut achevé une année plus tard. Les deux parties ont enfin été reliées en 1924 par la suppression d'un mur écran et les quais ont alors été renumérotées avec une série unique. Dans les années 1980, la gare fut réaménagée intérieurement avec l'installation de boutiques dans la salle des pas perdus et au-dessus des quais dans la partie ouest.
La gare a longtemps été desservie par des trains assurant les liaisons avec le continent (par Folkestone et Douvres), et pendant la Première Guerre mondiale, elle devint le point d'arrivée et de départ des trains transportant les soldats de et vers la France, dont beaucoup étaient blessés. Après la guerre, le trafic des vapeurs avec le continent a été ramené sur cette gare, desservie notamment par le plus célèbre de ces trains, La Flèche d'or. Le quartier de la gare a accueilli également d'autres moyens de transport : une gare de bus londoniens sur la place devant le bâtiment, une gare routière pour les autocars desservant le sud de l'Angleterre. De nos jours, Victoria constitue le terminus du Gatwick Express, service de navettes ferroviaires desservant l'aéroport de Londres-Gatwick.
Le 28 novembre 1916, un LVG C.II largua six bombes de 10 kg sur la gare (l'équipage pensait viser l' Amirauté). 
Le 18 février 1991, une bombe de l'IRA explosa dans la gare, faisant un mort et 38 blessés.

## Service des voyageurs

### Accueil
La gare principale, appartenant au réseau National Rail, est officiellement dénommée London Victoria, nom couramment utilisé en dehors de Londres mais rarement par les Londoniens eux-mêmes. Nike Folayan fait partie des ingénieurs qui y travaillent.

### Desserte
Le côté Est, comprenant les quais 1 à 8, dessert le Kent, et le côté Ouest, allant des quais 9 à 19, est le terminus des lignes desservant le Surrey et le Sussex, en particulier l'aéroport de Londres-Gatwick et la ville de Brighton.
Bien que cette division reste d'actualité, il existe dans l'avant gare des liaisons permettant aux trains d'accéder à n'importe quel quai. Comme le côté Ouest « Brighton » est le plus occupé, les services suburbains de cette ligne aboutissent parfois, en cas de légères perturbations, sur le côté Est « Chatham » de la gare.

### Intermodalité

#### Métro de Londres
La station de métro se trouve au nord de la salle des pas perdus de la gare grandes lignes. Elle comprend deux salles de guichets. La plus proche de la gare principale dessert la ligne Victoria. L'autre, plus au nord, le long d'un tunnel, dessert les lignes District et Circle.
Les lignes souterraines Circle et District ont été mises en service le 24 décembre 1868 et la ligne Victoria est arrivée à la gare Victoria au cours de la troisième phase de construction de la ligne. Les quais de la gare ont été ouverts le 7 mars 1869, soit six mois après que la ligne Victoria eut commencé à fonctionner vers le nord de Londres.

#### Gares routières

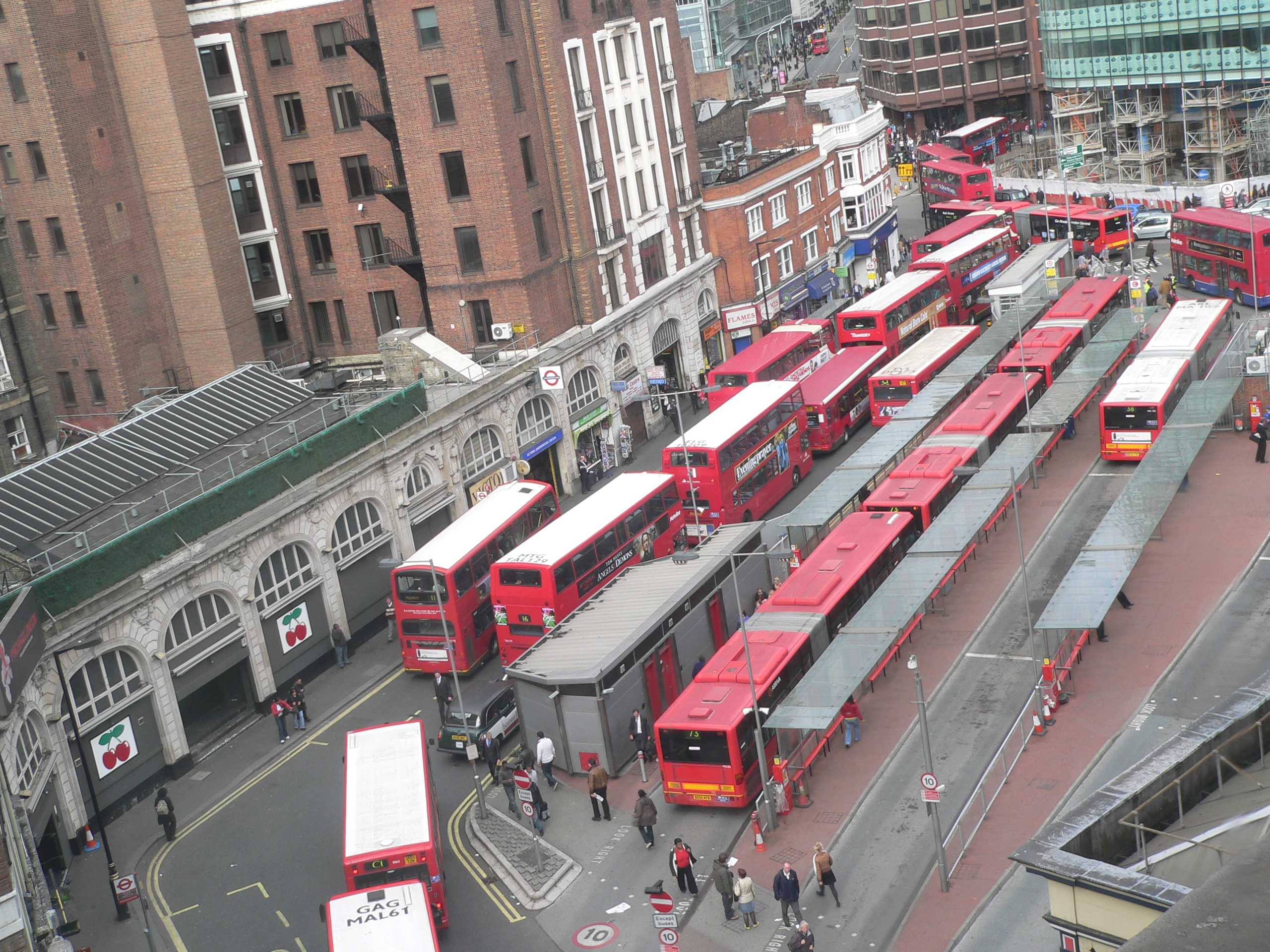
La gare routière Victoria pour les autobus locaux (Victoria bus station en anglais), à cotée de la gare ferroviaire. Les autobus articulés maintenant ont été radiés.

La gare routière Victoria se situe à environ 300 mètres au sud-ouest de la gare ferroviaire.  C'est la principale gare routière de Londres, elle dessert toutes les régions du Royaume-Uni ainsi que l'Europe continentale.
Se trouve aussi une autre gare routière pour les lignes d'autobus locales (clairement identifiées par les autobus rouges) à cotée de la gare ferroviaire.

## Projets

### Crossrail 2
Victoria est un arrêt proposé sur Crossrail 2 , dont l'itinéraire a été sauvegardé depuis 1991.  Le projet impliquerait la construction de deux nouvelles plates-formes de 250 mètres (820 pieds) de long et de nouvelles entrées sur la rue Ebury et le principal Gare ferroviaire nationale. La billetterie des lignes District et Circle sera agrandie et comprendra une connexion directe à la nouvelle station Crossrail. Les trains Crossrail 2 pourraient également faire marche arrière à Victoria. Le service propose de faire circuler 30 trains supplémentaires par heure dans la gare, ce qui devrait réduire le surpeuplement à Victoria de 25%. 

### Docklands Light Railway
Il a également été proposé que le Docklands Light Railway soit relié à Victoria.  Il s'agirait d'une continuation de la ligne de Bank via City Thameslink , avec une autre succursale vers Euston .  À partir de 2020, ces extensions du DLR ne progressent pas. 